# Hôrka nad Váhom
Hôrka nad Váhom (en hongrois : Vághorka) est un village du district de Nové Mesto nad Váhom, dans la région de Trenčín, en Slovaquie.

## Histoire
La première mention écrite du village date de 1426.

## Démographie

### Évolution de la population
| Année:               | 1994. | 2004.   | 2014.   | 2024.   |
| -------------------- | ----- | ------- | ------- | ------- |
| Nombre de personnes: | 703   | 680     | 732     | 789     |
| Différence:          |       | -3,27 % | +7,64 % | +7,78 % |

| Année:               | 2023. | 2024.   |
| -------------------- | ----- | ------- |
| Nombre de personnes: | 794   | 789     |
| Différence:          |       | -0,62 % |